# Fratarica
Fratarica je potok, ki izvira izpod večnega snežišča imenovanega Pri snegu (1600 m) pod Oblico (2240 m) v Loški steni. Napajajo jo snežišča. Izliva se v Koritnico pri Logu pod Mangartom. Na svoji poti premaga 1000 višinskih metrov in ustvari 29 slapov in več skočnikov.
Dostop do slapov na Fratarici je omogočen običajnim planincem do spodnjega dela. Najprej potok teče med zagozdenimi balvani do prvega 5 m slapa. Sledijo Dvojne latvice, posebej zanimiva tvorba slapiča in tolmuna, ki je smaragdno zelene barve. Prva stopnja je visoka 2 m, druga pa 4 m. Za Latvicami sledita Škropilnik in Ihta, pri katerima je možen prehod na lepe travnike imenovane frate (od tod ime Fratarica). Po toku navzgor je naslednji slap imenovan Katedrala. Visok je 18 m. Voda priteče pod mogočnim gotsko oblikovanim obokom in daje vtis dvorane, ki daje slapu ime. 
Kmalu sledi približno 50 m visoka Parabola saj curek pada v tolmun v obliki parabole. Za krajšo uravnavo se potok spet dvigne in tvori dva manjša slapova. Naslednji večji slap gorvodno je Dvojni ribežen. Je dvostopenjski in visok okoli 15 m. Tukaj se nahaja zatrep Krniške stene. Preko stene ob visokih vodah pada 150 do 200 m visok slap, sicer pa polzi po steni. Nad tem sta še 10 in 8 m slapova, nakar je v steni sotočje več grap. Takoj nad sotočjem je Slap s kadico v katero pada voda iz višine 7 m. Tolmun je pravokoten in globok 2 m. Nad tem slapom so trije skočniki s tolmuni, nad njimi pa se dviga 112 m visok Veliki Drsnik. 
Nad Velikim Drsnikom je cela vrsta slapov, ki pa so dostopni samo veščim zahtevnega plezanja s primerno opremo.